# Menteur (film, 2022)
Pour les articles homonymes, voir Menteur.
Pour plus de détails, voir Fiche technique et Distribution.
Menteur est une comédie française réalisée par Olivier Baroux et sortie en 2022.

## Synopsis
Jérôme a un grand défaut : il ment tout le temps. Lui ne le voit pas vraiment comme un problème, mais sa famille est excédée et tente par tous les moyens de le faire changer. Mais rien n'y fait. Jérôme cumule les mensonges et les affabulations. Un jour, le destin décide de se venger et Jérôme est victime d'une malédiction : tous ses mensonges deviennent réalité. Dès lors, sa vie vire au cauchemar.

## Fiche technique
Sauf indication contraire, les informations mentionnées dans cette section peuvent être confirmées par les bases de données cinématographiques IMDb et Allociné,  présentes dans la section « Liens externes ».
- Titre original : Menteur
- Réalisation : Olivier Baroux
- Scénario : Olivier Baroux, d'après le film québécois Menteur écrit par Émile Gaudreault, Éric K. Boulianne et Sébastien Ravary
- Musique : Philippe Kelly
- Décors : Sévérine Guilbaud
- Costumes : Charlotte Betaillole
- Photographie : Arnaud Stefani
- Montage : Arnaud Caréo
- Production : Guillaume Colboc et Sidonie Dumas
  - Production exécutive : Marc Vadé
- Sociétés de production : Gaumont et Groupe M6
- Société de distribution : Gaumont
- Budget : 11 600 000 €[1]
- Pays de production :  France
- Langue originale : français
- Format : couleur — 2,35:1
- Genre : Comédie
- Durée : 95 minutes
- Dates de sortie :
  - France : 13 juillet 2022

## Distribution
Sauf indication contraire, les informations mentionnées dans cette section peuvent être confirmées par la base de données cinématographiques IMDb,  présente dans la section « Liens externes ».
- Tarek Boudali : Jérôme Berada
- Artus : Thibault Berada, le frère de Jérôme
- Pauline Clément : Chloé, la traductrice
- Louise Coldefy : Virginie, l'épouse de Thibault
- Bertrand Usclat : Étienne, l'assistant de Jérôme
- Karim Belkhadra : Salim Berada, le père de Jérôme
- Catherine Hosmalin : Geneviève Berada, la mère de Jérôme
- Guy Lecluyse : Jean-Pierre, l'employé du chantier naval
- Philippe Vieux : Paul, le voisin des Berada
- Florence Muller : Caroline, la patronne de Jérôme
- Oleg Kupchik : Oleg Krichenko, le client russe
- Jérémy Lopez : Jacques, l'ex de Chloé, psychiatre devenu fromager
- Stéphan Wojtowicz : Le supérieur de l'abbaye
- Olivier Baroux : le présentateur du JT[2]

## Production

### Genèse et développement
Le film est l'adaptation d'un film homonyme québécois : Menteur. Ce dernier attire plus de 6 millions de personnes en salles au Canada, ce qui finit par attirer les investisseurs français, dont la Gaumont qui achète les droits d'adaptation.

### Tournage
Le 13e long-métrage du réalisateur Olivier Baroux a été tourné en Côte d'Azur et à Nice dans les studios de la Victorine et sur la Promenade des anglais,. Le tournage se déroula pendant deux mois et demi lors de l'été 2021, dont une dizaine de jours à Toulon,.

## Accueil

### Accueil critique
Sur le site Allociné, la comédie d'Olivier Baroux se voit octroyer une moyenne de 2,5⁄5 à partir de l'interprétation de 8 critiques de presses recensées.
Le long-métrage d'Olivier Baroux n'a pas enthousiasmé les critiques presses, du moins pas au point de publier des avis. Ainsi, sur les cinq critiques recensées, les avis semblent assez mitigés. Pour Public, Menteur serait « la comédie parfaite pour les jours d'été pluvieux entre deux bronzettes à la plage ». Télé-Loisirs met notamment en avant les seconds rôles de la comédie : « dans cette comédie sympathique, adaptée d'un film québécois, une mention spéciale est accordée aux seconds rôles, dont Artus, encore une fois irrésistible, et Louise Coldefy, hilarante ».
Bien que Les Fiches du cinéma reconnaissent un « Tarek Boudali très en forme », « Menteur multiplie les gags, rarement vraiment drôles et souvent mal exploités ». La Voix du Nord trouve du bon et du mauvais dans cette comédie. Ainsi, « on voit le potentiel de loufoqueries absurdes dans lesquelles tombe Tarek Boudali, plus élastique que jamais. On n’a en revanche pas été convaincu par cette histoire de contrats russes et de sous-texte social. Un peu poussif. On applaudit en revanche le numéro d’Artus ». Le Parisien, quant à lui, se montre très déçu de cette adaptation : « rien ne tient dans cette histoire abracadabrante qui aimerait lorgner du côté d’« Un jour sans fin », mais qui provoque plutôt un ennui sans fin ».
Pour le site Ecran Large, « Menteur est un film au potentiel gâché. Le tout n'est pas nécessairement désagréable ou ennuyeux à suivre, mais il n'est clairement pas captivant non plus, et témoigne une nouvelle fois de la capacité d'un certain système de production à récompenser le travail mal fait et à dilapider le savoir-faire. ».

### Box-office
| Pays ou région | Box-office        | Date d'arrêt du box-office | Nombre de semaines |
| -------------- | ----------------- | -------------------------- | ------------------ |
| France         | 934 163 entrées   | 18 octobre 2022            | 14                 |
| Total mondial  | +006 060 585, USD | 18 octobre 2022            | 14                 |

Au bout d'une première semaine d'exploitation, la comédie réalise 242 165 entrées, avant-premières incluses. Arrivé en 4e position du box-office français, le film se fait dépasser par une autre comédie française : Ducobu Président ! (295 230). Top Gun: Maverick arrive derrière avec 210 749 entrées. Avec 191 336 entrées supplémentaires, le film perd une place au profit de Top Gun: Maverick (195 772) et devance la nouveauté française Joyeuse retraite 2 (155 491). Le film perd encore une place la semaine suivante, due à l'entrée dans le box-office de Krypto et les Super-Animaux (333 361) en engrangeant 151 586 entrées supplémentaires, devant Joyeuse retraite 2 (92 299) et derrière Ducobu Président ! (188 015). Au cours de sa cinquième semaine d'exploitation, le film vend 82 714 tickets cumulant ainsi 777 133 entrées au box-office sur la même période.

## Autour du film
- La scène, déjà visible dans les bandes-annonces, où Artus perd le contrôle de son véhicule a nécessité deux jours de tournage. Le trucage a consisté à installer un pilote sur la voiture qui, par toute une machinerie, avait la possibilité de conduire le véhicule pendant qu'Artus et Tarek Boudali jouaient leur scène dans l'habitacle[2]. Les scènes de Bertrand Usclat ont quant à elles été tournées en studio[2].
- Le caméo du réalisateur a été décidé un peu sur le vif, l'occasion pour lui d'apparaître à l'écran même si ce n'était pas un souhait en soi[2].
- au début de la scène dans la chambre on aperçoit le micro preneur de son.